# Yass Valley Council
Koordinaten: 34° 58′ S, 148° 54′ O

Yass Valley ist ein lokales Verwaltungsgebiet (LGA) im australischen Bundesstaat New South Wales. Das Gebiet ist 3.995,326 km² groß und hat etwa 17.000 Einwohner.
Yass Valley Shire liegt im Südosten des Staates und grenzt im Süden an das Australian Capital Territory um die Hauptstadt Canberra. Das Gebiet umfasst 35 Ortsteile und Ortschaften: Binalong, Boambolo, Bookham, Bowning, Burrinjuck, Cavan, Good Hope, Gundaroo, Jeir, Kangiara, Laverstock, Manton, Marchmont, Mullion, Murrumbateman, Nanima, Narrangullen, Springrange, Wallaroo, Wee Jasper, Woolgarlo, Yass und Yass River sowie Teile von Bango, Bellmount Forest, Brindabella, Bywong, Collector, Galong, Jerrawa, Lade Vale, Lake George, Lerida, Sutton und Uriarra. Der Verwaltungssitz des Councils befindet sich in der Stadt Yass im Norden der LGA, wo etwa 6.000 Einwohner leben.

## Verwaltung
Der Council von Yass Valley hat neun Mitglieder, die von den Bewohnern der LGA gewählt werden. Yass Valley ist nicht in Bezirke untergliedert. Aus dem Kreis der Councillor rekrutiert sich auch der Mayor (Bürgermeister) des Councils.